# Шахандан
Шахандан (азерб. Şaxəndan) — самое древнее из трёх сохранившихся старинных кладбищ города Шемахы в Азербайджане, расположенное в юго-западной части города. Здесь предположительно похоронен брат известного поэта XV века Насими поэт Шахандан (Шахандан, Шах-и хандан) и кладбище носит его имя.

## Описание и изучение
По словам местных жителей Шахиде-хандан (красавец-весельчак) было прозвищем брата Насими, а кладбище называется его именем, так как он был здесь похоронен. В Шахандане были обнаружены руины восьмиугольного мавзолея. Внутри мавзолея находятся две могилы, надгробный камень одной из которых несколько углублен в землю. В результате атмосферных воздействий надписи оказались полностью стёртыми. На обратной стороне углублённой надгробной плиты имеется изображение, характерное для могильных камней Азербайджана XIV—XV вв. Азербайджанский археолог Гусейн Джидди отмечает, что вероятно, это и есть могила «Шахиде-хандана» — брата Насими. Если это действительно так, то по словам Джидди, в XIV—XV вв. кладбище города находилось в этой местности. Частично это подтверждается другими могилами XV—XVI вв., которые там находятся. Многие древние могильные камни кладбища утрачены, некоторые же находятся под землей.
Во время строительных работ на территории города в 1970—1971 гг. в западной части Шемахи, там, где некогда был расположен старый базар и вокруг него было найдено много могил. Согласно куфическим надписям на намогильных камнях исследователи приходят к выводу, что эти могилы относятся к XI—XII вв. Некогда это кладбище простиралось до Шахандана. Согласно Джидди, вероятно в средневековье главным кладбищем Шемахи был Шахандан. Вскоре же, вследствие расширения города, основное кладбище было перенесено на холм, где расположены кладбища «Едди гюнбез» и «Лалезар».
Известный азербайджанский поэт Сеид Азим Ширвани завещал похоронить его на кладбище Шахандан, и его могила также находится там.

## Фотогалерея

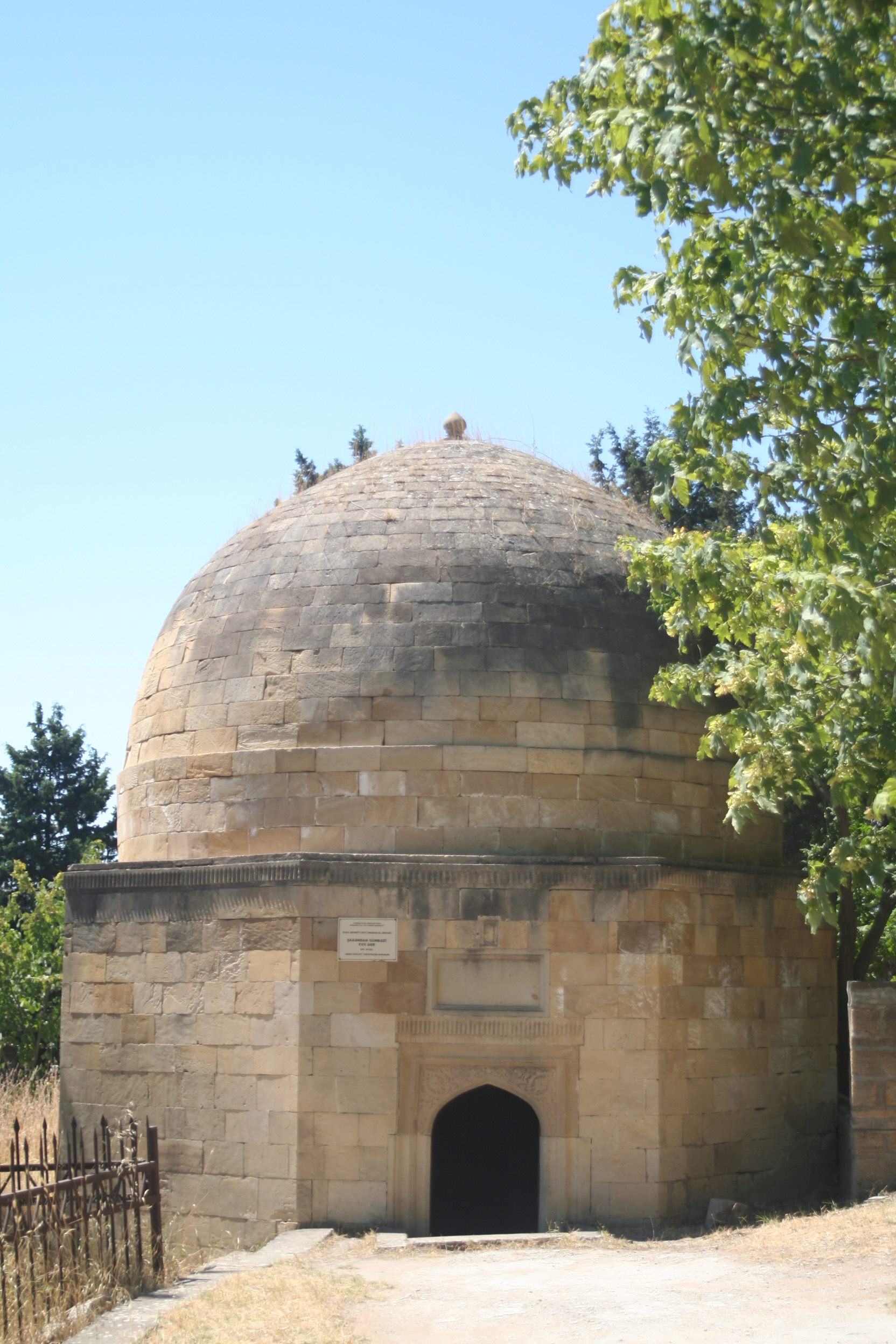
Восьмиугольный мавзолей на кладбище, расположенный предположительно над могилой «Шахиде-хандана» — брата Насими
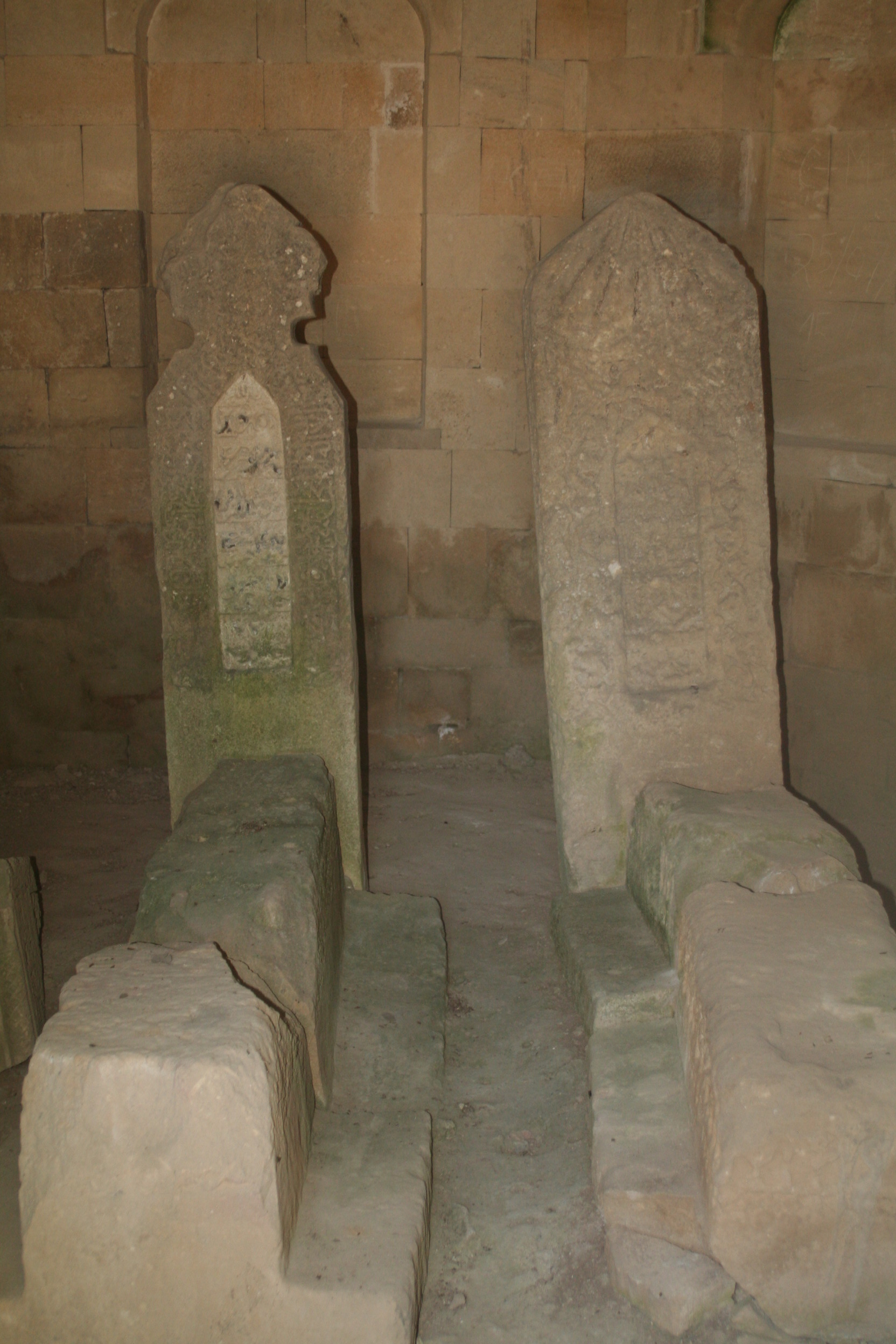
Надгробья внутри мавзолея
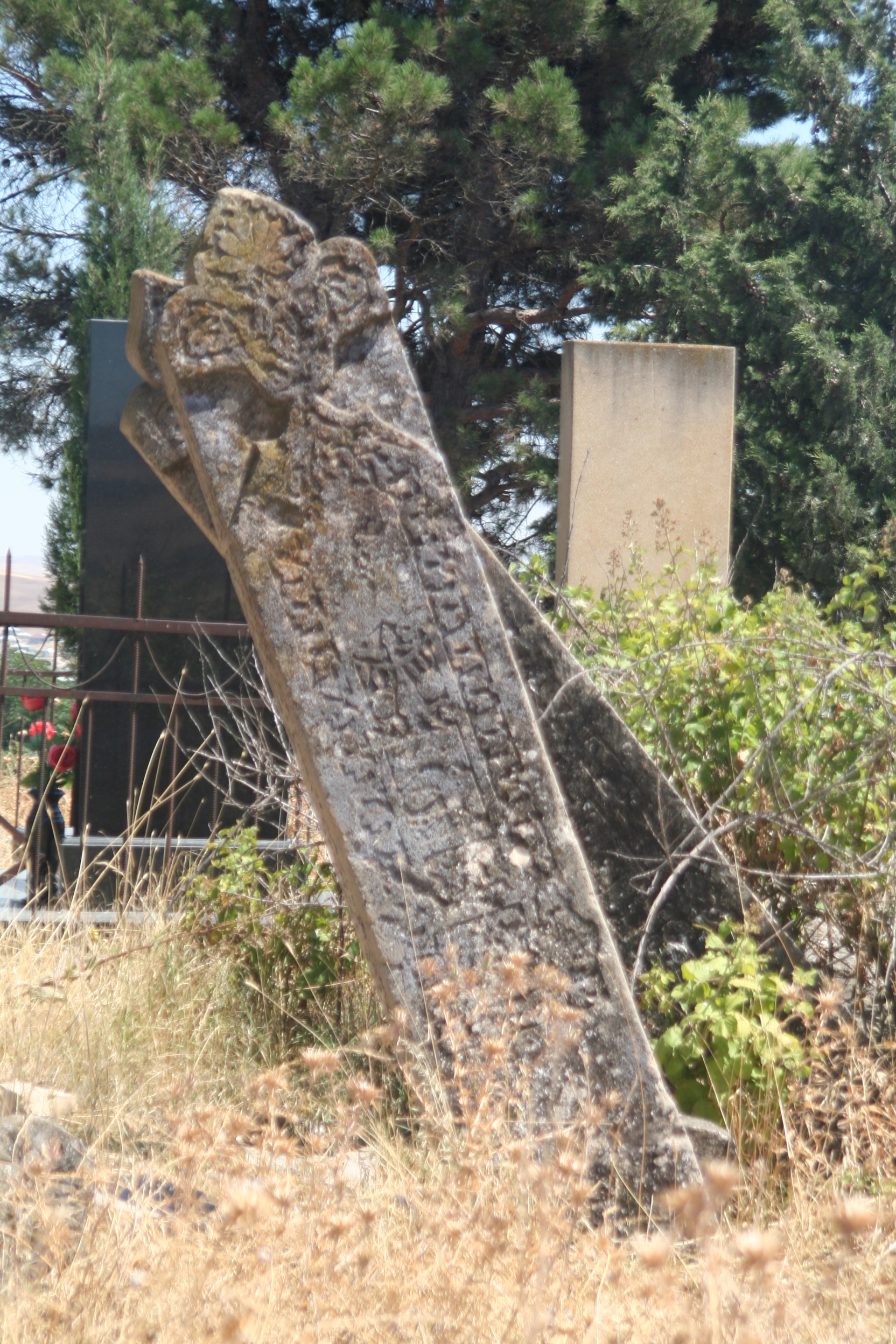
Надгробья на территории кладбища
Могила и надгробный памятник Сеида Азима Ширвани